# Helmut Köhler
Helmut Köhler (Lipcse, 1917 – ?) német nemzetközi labdarúgó-játékvezető.

## Pályafutása

### Nemzeti játékvezetés
1951-ben lett az I. Liga játékvezetője. Az aktív nemzeti játékvezetéstől 1967-ben vonult vissza. Első ligás mérkőzéseinek száma: 171.

#### Nemzeti kupamérkőzések
Vezetett Kupa-döntők száma: 1.

##### NDK Kupa
| Időpont           | Helyszín                     | Mérkőzés típusa     | Mérkőzés            | Eredmény | Nézők száma |
| ----------------- | ---------------------------- | ------------------- | ------------------- | -------- | ----------- |
| 1959. december 6. | Heinz Steyer Stadion, Drezda | döntő első mérkőzés | SC Dinamo–SC Wismut | 0 : 0    | 20 000      |

### Nemzetközi játékvezetés
A Német Demokratikus Köztársaság Játékvezető Bizottsága (JB) terjesztette fel nemzetközi játékvezetőnek, a Nemzetközi Labdarúgó-szövetség (FIFA) 1957-től tartotta nyilván bírói keretében. Több nemzetek közötti válogatott és klubmérkőzést vezetett, vagy működő társának partbíróként segített. A német nemzetközi játékvezetők rangsorában, a világbajnokság-Európa-bajnokság sorrendjében többedmagával a 42. helyet foglalja el 1 találkozó szolgálatával. Az aktív nemzetközi játékvezetéstől 1964-ben a búcsúzott. Válogatott mérkőzéseinek száma: 2.

## Statisztika

### Nemzetközi válogatott mérkőzései
| #  | Dátum              | Helyszín                           | Hazai         | Eredmény | Vendég     | Kiírás           | Gólok | Esemény |
| -- | ------------------ | ---------------------------------- | ------------- | -------- | ---------- | ---------------- | ----- | ------- |
| 1. | 1959. október 18.  | Brno, Stadion Spartak Královo Pole | Csehszlovákia | 5 – 1    | Dánia      | NEK-selejtező    | -     |         |
| 2. | 1964. augusztus 2. | Helsinki, Olimpiai Stadion         | Finnország    | 1 – 0    | Svédország | Északi bajnokság | -     |         |
|    | Összesen           |                                    |               | 2        | mérkőzés   |                  |       |         |